# Prakash Sagili
Prakash Sagili (Hindi प्रकाश सगिली, * 2. Januar 1957) ist ein indischer römisch-katholischer Geistlicher und Bischof von Khammam.

## Leben
Prakash Sagili besuchte das Knabenseminar in Cuddapah. Anschließend studierte er Philosophie und Theologie am Christ the King Seminary in Vijayawada und am Sacred Heart Seminary in Poonamallee. Er empfing am 25. April 1984 das Sakrament der Priesterweihe für das Bistum Cuddapah.
Nach der Priesterweihe war er zunächst in der Pfarrseelsorge tätig und anschließend von 1985 bis 1987 Leiter der Jugendpastoral und des Seelsorgezentrums. Nach einem Jahr als Pfarrer war er von 1987 bis 1993 Regionaljugendseelsorger für Andhra Pradesh. Nach zwei weiteren Jahren als Pfarrer war er von 1995 bis 2001 Direktor der nationalen katholischen Jugendbewegung Indiens und von 2001 bis 2003 Direktor der Chittoor Multipurpose Social Service Society. Von 2002 bis 2007 war er Generalvikar des Bistums Cuddapah und Pfarrer an der Wallfahrtskirche Arogyamatha. Von 2008 bis 2011 war er Krankenhausdirektor des St. John’s Hospital in Bangalore und von 2011 bis 2015 Pfarrer in Sivadi. 2013 wurde er an der Shri Venkateswara University Thirupathi in Soziologie promoviert. Von 2015 bis 2020 war er Dompfarrer an der Kathedrale von Cuddapah. Ab 2020 war er Pfarrer in Chittoor und ab 2021 zusätzlich für die indische Bischofskonferenz Koordinator des Gesundheitsapostolats.
Papst Franziskus ernannte ihn am 17. Februar 2024 zum Bischof von Khammam. Der Erzbischof von Hyderabad, Anthony Kardinal Poola, spendete ihm am 9. April desselben Jahres auf dem Gelände der Kathedrale von Khammam die Bischofsweihe. Mitkonsekratoren waren der emeritierte Bischof von Guntur und  Apostolische Administrator von Cuddapah, Bali Gali, sowie der Bischof von Warangal, Udumala Bala Showreddy, der das Bistum Khammam seit September 2022 als Apostolischer Administrator verwaltet hatte.